# 歐文峰
71°53′S 63°8′W / 71.883°S 63.133°W
歐文峰（英語：Owen Peak），是南極洲的山峰，位於帕爾默地東部，處於格里寧冰川南岸，在1947年11月21日由美國研究隊發現，現時由南極條約體系管理。